# 베르트랑 크라송
베르트랑 크라송(프랑스어: Bertrand Crasson, 1971년 10월 5일 ~ )은 벨기에의 전 축구 선수이며, 포지션은 수비수였다.
1984년 주필러 리그의 RSC 안데를레흐트에서 프로 무대에 데뷔했으며, 좋은 활약을 보이며 1991년 벨기에 올해의 청소년 프로 축구 선수에 선정되었다. 이후 1996년 세리에 A의 SSC 나폴리로 이적했으며, 1998년 안데를레흐트로 복귀하였다. 그 뒤 리르서 SK를 거쳐 2005년 FC 브뤼셀에서 은퇴를 선언하였다.
또한 1991년 벨기에 축구 국가대표팀에 데뷔한 뒤 2001년까지 총 26경기에 출전해 1골을 득점했으며, 1998년 FIFA 월드컵에 국가대표팀의 일원으로 참가하였다.
은퇴 이후 2012년부터 BEC 테로 사사나 FC의 유스팀 감독을 맡고 있다.